# Sint-Dimpnakerk

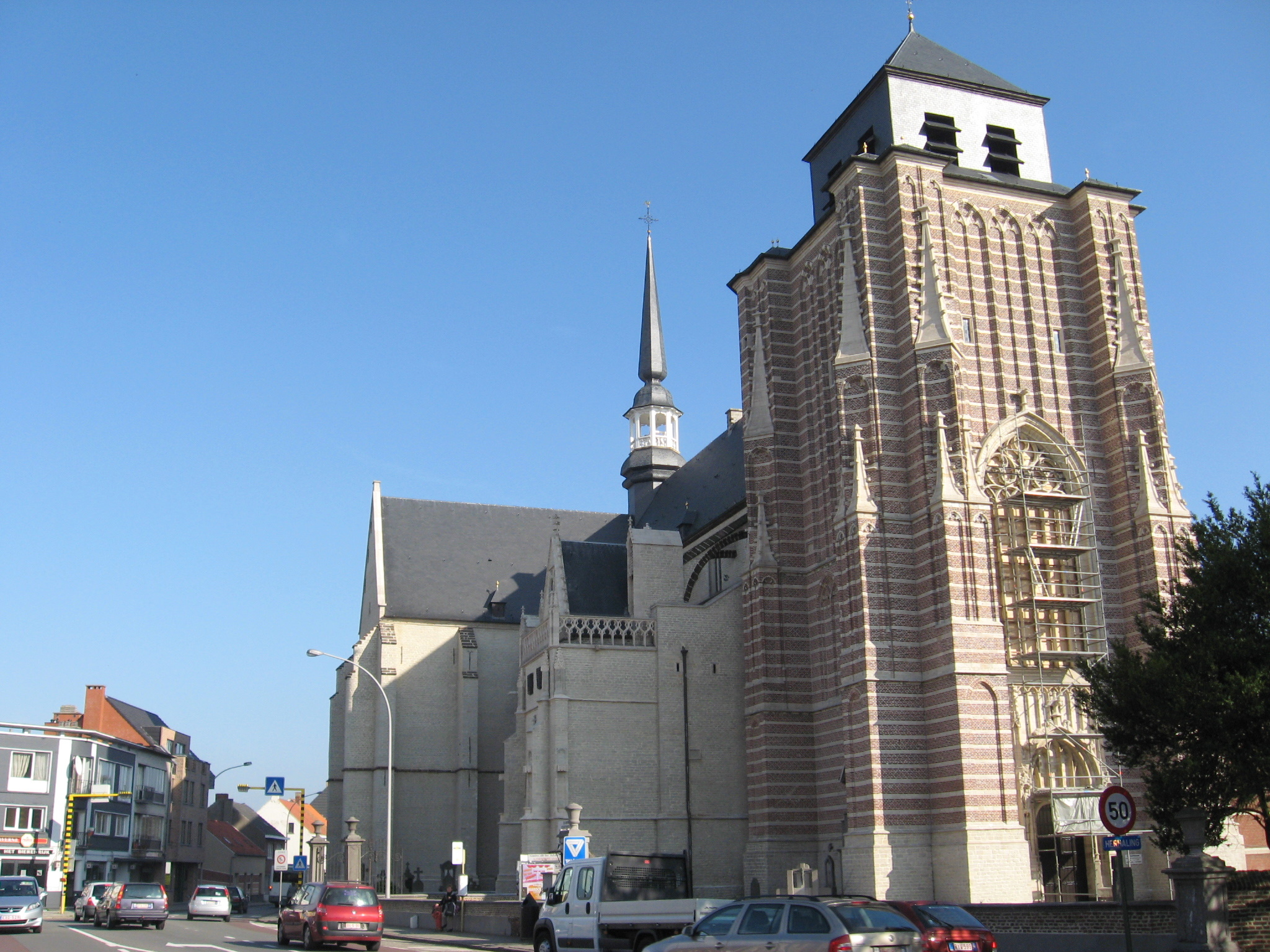
Sint-Dimpnakerk

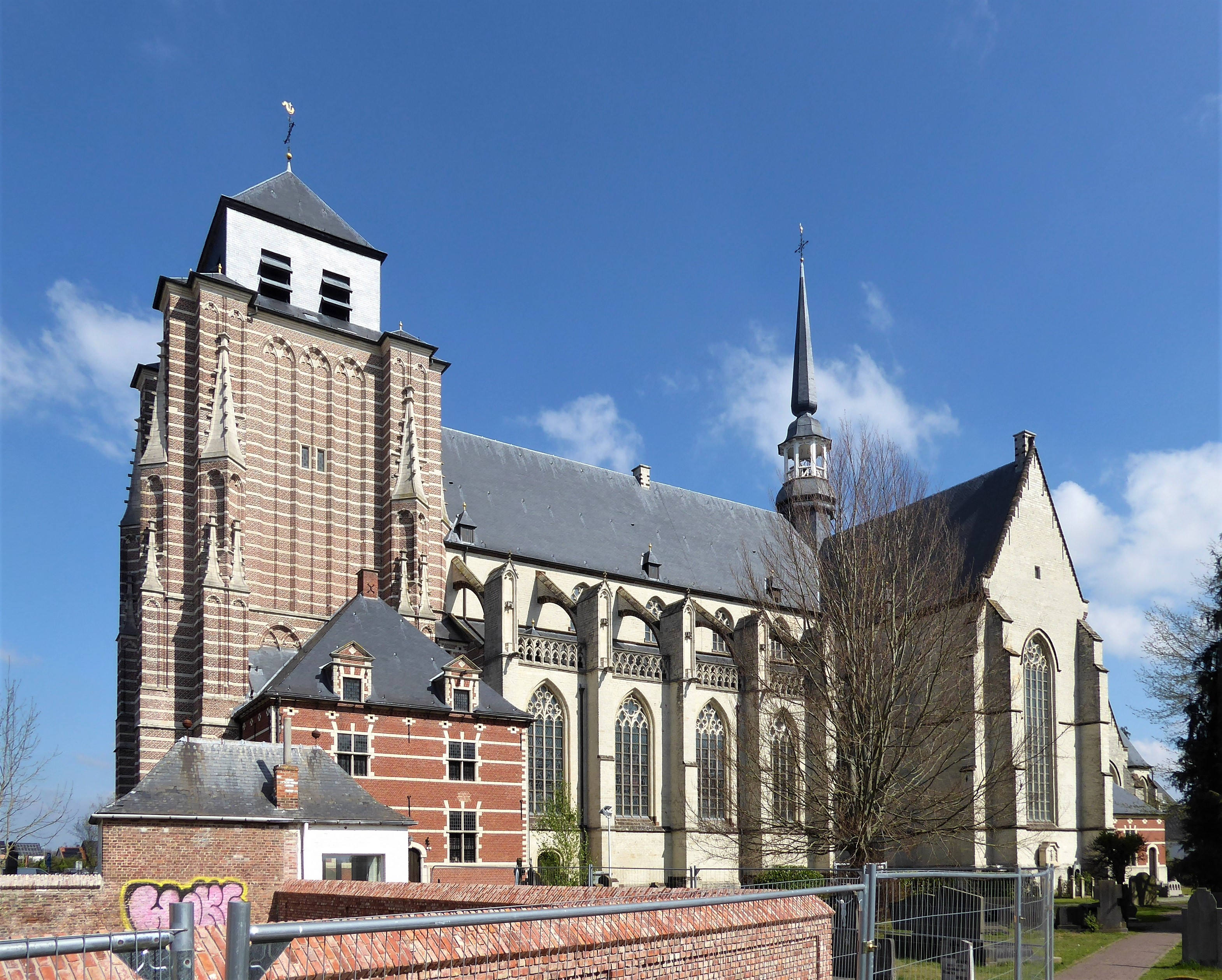
Ansicht von Süden

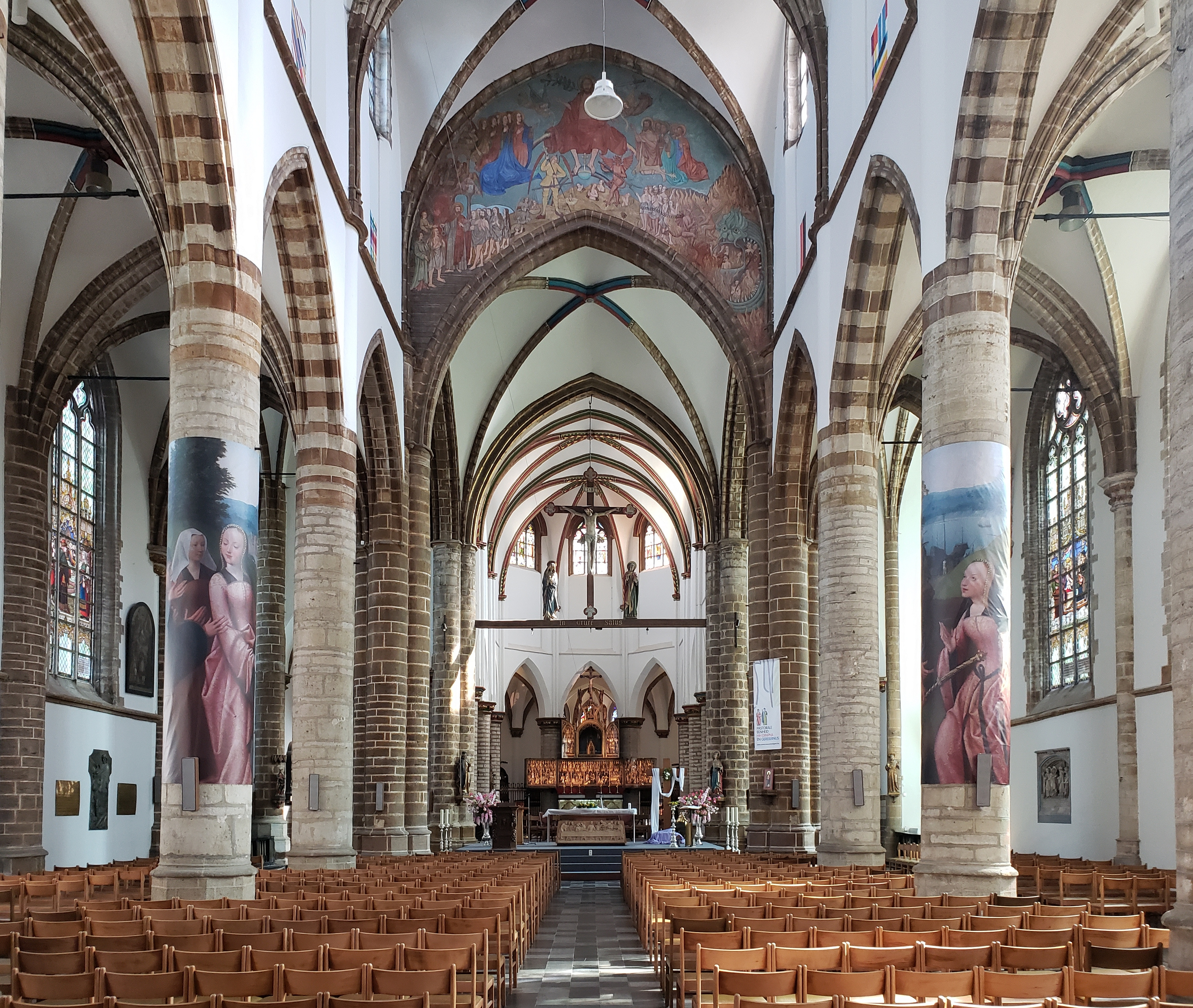
Blick durch das Langhaus Richtung Chorraum

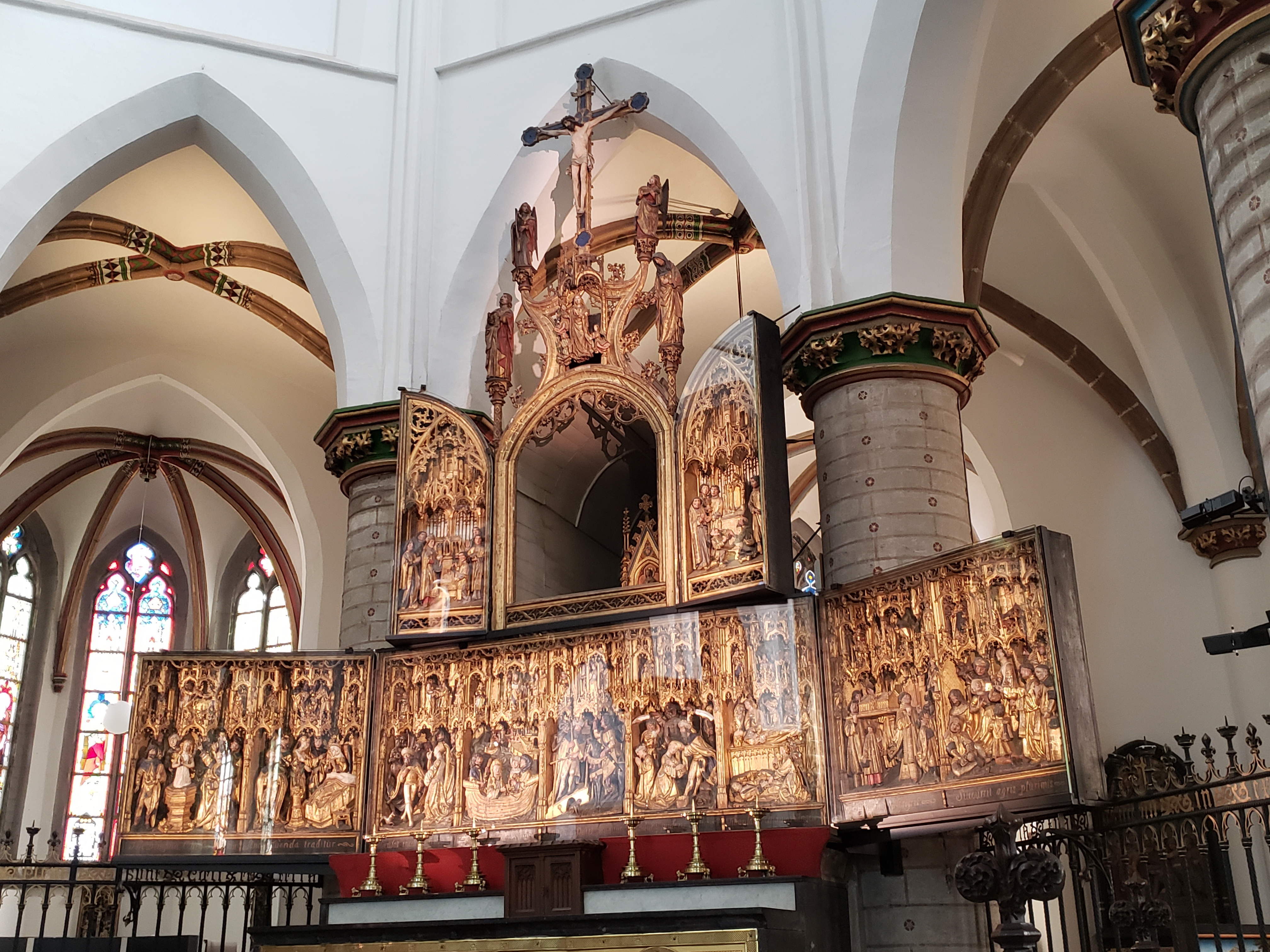
Sint-Dimpnaretabel im Hochchor

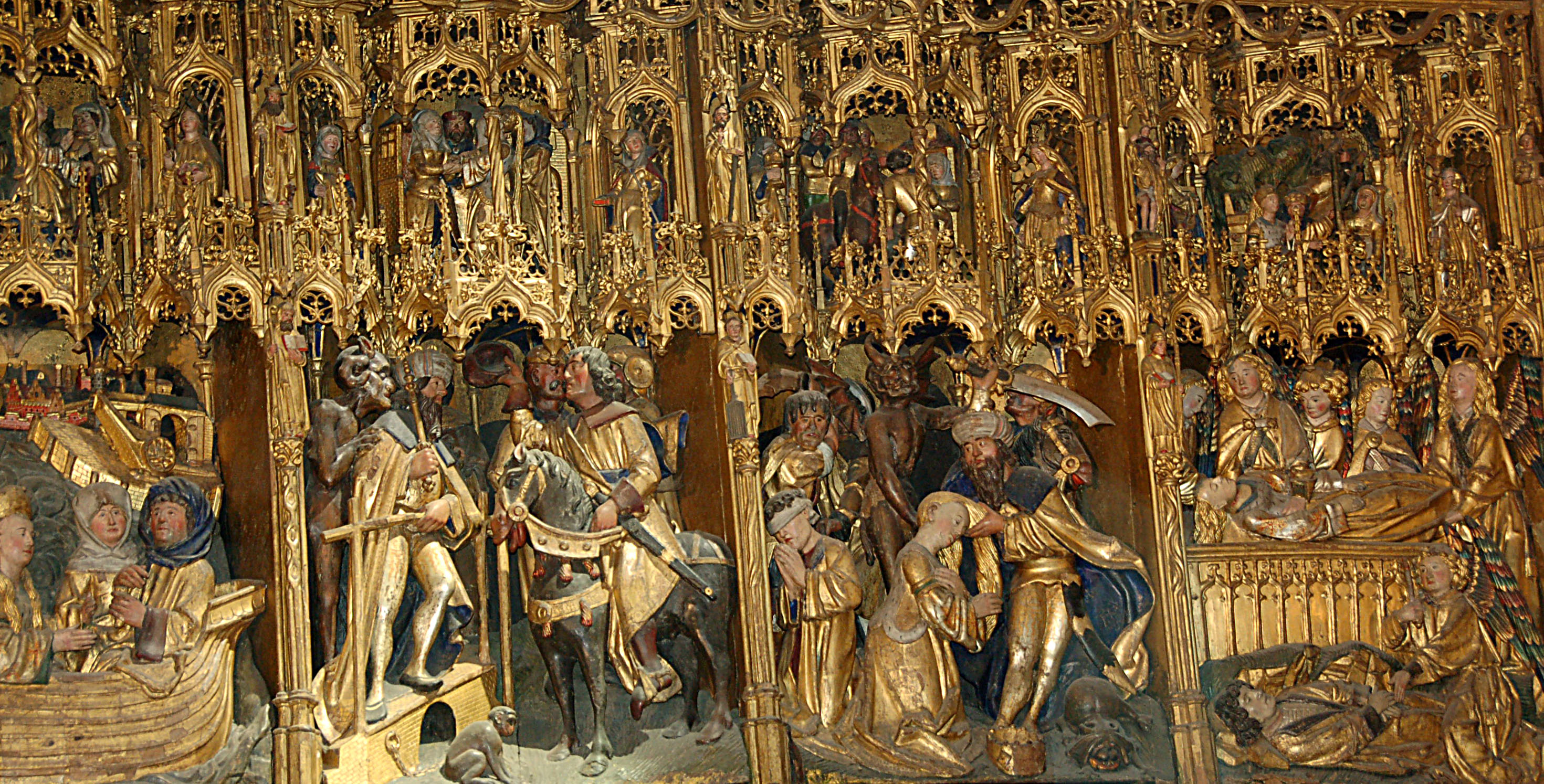
Sint-Dimpnaretabel, Detail

Die römisch-katholische Sint-Dimpnakerk (deutsch Dymphnakirche) ist eine gotische Kirche im belgischen Geel. Stilistisch wird sie zur Demergotik gezählt. Die Kirche ist eine kreuzförmige Basilika mit offenen Strebebögen, Chorumgang, einem Vierungsdachreiter und einem mächtigen Hauptturm. Sie ist ein geschütztes Kulturdenkmal.
Die Kirche ist der heiligen Dymphna geweiht, die der Legende nach im Jahre 600 hier getötet und begraben wurde: Am 30. Mai 600 wurde Dymphna hier von ihrem eigenen Vater enthauptet. Die Kirche war eine Wallfahrtskirche, in der für Heilung vor allem für psychiatrische Patienten gebetet wurde. Der ursprüngliche Ortskern von Geel könnte sich hier befunden haben, dieser verlagerte sich aber allmählich auf den heutigen Marktplatz, wo sich die St.-Amandus-Kirche befindet, welche die älteste Pfarrkirche in Geel ist.
Der Bau der heutigen Kirche begann im Jahr 1349. Sie wurde aus weißem Sandstein und braunen Eisensteinverkleidungen erbaut. Im Jahr 1489 wurde sie durch einen Brand verwüstet, danach wurde sie wieder aufgebaut und erweitert. Das betraf vor allem den mächtigen Turm, der aus Backstein mit weißen Specklagen aus Sandstein erbaut ist. Der Bau dauerte bis 1585; der Turm aber wurde nie vollendet.
Im Jahr 1532 gründete Jan III. van Merode, Herr von Geel, ein Kollegium von 10 Vikaren, die der Kirche dienen und Messen für die Pilger feiern sollten. Dieses wurde 1562 zu einem Kapitel erhoben. Im Jahr 1566 wütete der Bildersturm, bei dem die Statuen, die das Portal schmückten, zerstört wurden. In der beloken tijd (Ende des 18. Jahrhunderts) wurde die Dimpnakirche beschlagnahmt und öffentlich versteigert, aber im Jahre 1801 erhielten die Katholiken die Kirche zurück. Erst 1874 erhielt die Dimpnakirche die Funktion einer Pfarrkirche und wurde damit zur zweiten Pfarrkirche von Geel-Stadtmitte.
Die Kirche wurde 1944 schwer beschädigt, aber das Innere blieb dank der starken Gewölbe unversehrt. In den Jahren 1950–1952 erfolgte die Wiederherstellung.

## Kunstschätze
Obwohl das Interieur der Kirche nüchtern ist, befinden sich in der Kirche eine Reihe von außergewöhnlichen Kunstschätzen, nämlich:
- Das Mausoleum von Jan III. van Merode und Anna van Gistel, aus dem Jahr 1554, ein Renaissance-Kunstwerk mit liegenden Statuen aus Alabaster, von Cornelis Floris de Vriendt.
- Das Dymphnaretabel von 1515, vom Antwerpener Künstler Jan van Wavere[2]
- Sakramentsturm aus Sandstein, aus dem 16. Jahrhundert, beschädigt während des Bildersturms.
- Passionsaltar von 1490, mit bemalten Flügeln, zugeschrieben Goswin van der Weyden.
- Weißes Altarbild aus Stein, das die 12 Apostel darstellt.
- Spätgotisches Ziborium aus dem 16. Jahrhundert, mit hölzernem Reliquienschrein.
- Ein sogenannter Hortus conclusus.
- Skulptur der Kreuzabnahme, spätes 15. Jahrhundert.
- Wandmalerei, die das Jüngste Gericht darstellt, aus der Zeit um 1500.
- Romanisches Triumphkreuz aus der Zeit um 1200.
- Neogotische Werke, wie das Retabel Unserer Lieben Frau vom Skapulier von 1900 und das Herz-Jesu-Retabel von 1894.
- Grabsteine im Stil der Gotik und Renaissance.

Etwa zwanzig Gemälde sind vorhanden, darunter:
- Martyrium der Dymphna, von Godfried Maes, aus dem Jahr 1688.
- Himmelfahrt Mariens, von Maerten de Vos, 2. Hälfte des 16. Jahrhunderts.
- Christus mit dem kurzen Bein, von Jan-Karel Vierpijl, eine Kopie aus dem 18. Jahrhundert aus dem Atelier von Peter Paul Rubens.
- Acht Glasmalereien aus dem 19. Jahrhundert mit der Geschichte der heiligen Dymphna (hergestellt von A. Stalins und A. Janssens nach einem Tafelgemälde von Jan Anthony, 1889–99).

Der Kirchenschatz enthält:
- Silberner Reliquienschrein der Heiligen Dymphna, von William Jacques aus Antwerpen (1612). Der silberne Sockel wurde von Wierik Somers III (1716) hergestellt.
- Zwei Porträts, genannt De Merodekes, von Jan Mostaert (1525).
- Monstranzen mit dem roten Stein und dem Kieferknochen von Gerebernus, dem Bekenner von Dymphna.
- Ein romanischer Holzreliquienschrein aus der Zeit um 1200, der wiederum von einem gotischen Gehäuse aus dem Jahr 1525 umgeben ist.